# Artificial Studios
Artificial Studios — американская частная компания, разработчик игрового движка «Reality Engine» и нескольких компьютерных игр.

## История
Artificial Studios была основана Тимом Джонсоном (англ. Tim Johnson) в 2001 году как независимый инди-разработчик. Сооснователями компании были и Джереми Штиглитц (англ. Jeremy Stieglitz), который занял пост ведущего игрового дизайнера, и Джесси Рапчак (англ. Jesse Rapczak), который занял пост творческого директора. Сам Джонсон работал на должности технического директора. Сразу после своего основания компания начало разработку игрового движка «Reality Engine».
17 января 2005 года компания объявила о запуске оценочного пакета разработчика (англ. Evaluation Kit) для «Reality Engine».
28 января этого года компания U-235, которая незадолго до этого лицензировала движок, опубликовала первые скриншоты своей игры, которая разрабатывалась с использованием «Reality Engine».
22 февраля 2005 года Artificial Studios в пресс-релизе официально сообщила о подписании соглашения со швейцарской компанией NovodeX AG, разработчиком физического движка NovodeX Physics. Согласно сделке, физический движок «NovodeX Physics» был интегрирован в «Reality Engine». «В поисках мощного физического движка для игр следующего поколения мы рассматривали много вариантов, но ни один не впечатлил нас своей производительностью и способностями так сильно, как NovodeX. Мы верим, что это сотрудничество позволит разработчикам на Reality поднять реализм в своих играх на новый уровень», — заявил Тим Джонсон (англ. Tim Johnson), основатель и технический директор Artificial Studios.
Artificial Studios посетила конференцию Game Developers Conference 2005, которая проходила с 9 по 11 марта. На конференции компания представляла и демонстрировала свой движок потенциальным лицензиатам и технологическим партнёрам.
Позже компания NovodeX AG и её движок были приобретены компанией Ageia, «NovodeX Physics» превратился в «Ageia PhysX». После этой сделки с 13 декабря 2005 года в «Reality Engine» стал использоваться «Ageia PhysX».
С 17 по 20 мая 2005 года проходила выставка Electronic Entertainment Expo 2005, которую посетила и Artificial Studios.

### Покупка движка Reality Engine компанией Epic Games
11 мая 2005 года американская компания Epic Games, один из крупнейших американских разработчиков игр и разработчик серии движков Unreal Engine, официально анонсировала о завершении покупки игрового движка «Reality Engine». Одновременно с покупкой движка, Epic Games наняла Тима Джонсона, основателя Artificial Studios и главного программиста движка. Было объявлено, что Джонсон подключится к процессу разработки движка «Unreal Engine 3».
Epic Games выкупила полный набор прав на «Reality Engine», включая права на интеллектуальную собственность, торговые марки и авторские права. Было объявлено, что Epic Games не намерена продолжать развивать, поддерживать и продавать «Reality Engine», — цель покупки состояла в интеграции «Reality Engine» в «Unreal Engine 3». Разработчикам, которые ранее купили лицензию на «Reality Engine», был предложен апгрейд с «Reality Engine» на «Unreal Engine 3» по сниженной цене (по сравнению с полной стоимостью «Unreal Engine 3»).
Тим Свини, основатель Epic Games и главный программист всех движков серии Unreal Engine, так прокомментировал данную сделку: «Мы очень рады видеть Тима Джонсона в составе нашей команды. Он привнёс опыт шести лет разработки игровых движков в команду разработчиков Unreal Engine 3, и он прямо сейчас полон идеями, как улучшить нашу технологию. Тим отлично подходит для Epic — он прекрасно понимает все стороны бизнеса лицензирования, от проектирования до поддержки клиентов для развития бизнеса. Он будет иметь огромное положительное воздействие на нашу компанию и на лицензиатов нашего движка».
На следующий день Джереми Штиглиц (англ. Jeremy Stieglitz), сооснователь и главный дизайнер Artificial Studios, прокомментировал эту сделку и сообщил, что для лицензиатов «Reality Engine» будет продолжена поддержка, разработка документации и исправление ошибок движка.

### Дальнейшие сведения
В сентябре 2005 года Artificial Studios совместно с Immersion Software & Graphics активно разрабатывали совместную игру Monster Madness, выпуская видеоролики и демоверсии.
В марте 2006 года Artificial Studios посетила Game Developers Conference 2006, на которой представила свою новую игру CellFactor: Combat Training, которая тоже разрабатывалась совместно с Immersion Games. Благодаря демонстрации на GDC игра получила множество отзывов и оценок в игровой прессе.
Следующая игра компании, шутер CellFactor: Revolution, который тоже разрабатывался совместно с Immersion Games, был анонсирован летом на QuakeCon 2006.
12 июня 2007 года для платформ PC и Xbox 360 была издана игра Monster Madness: Battle for Suburbia, издателем которой стала компания SouthPeak Interactive.

### Сообщение о слиянии
В начале февраля 2008 года в игровых изданиях были опубликованы сведения, что Ignition Entertainment готовится к объединению с Artificial Studios. Было сообщено, что Ignition Entertainment ремонтирует новый офис в центре города Гейнсвилл. Этот офис рассчитан на 65—70 сотрудников. Журналисты предположили, что офис предназначен для сотрудников Artificial Studios. Все эти сведения были получены из городской газеты города Гейнсвилла — The Gainesville Sun.

### Августовское сообщение Тима Джонсона
8 августа 2008 года Тим Джонсон прокомментировал сведения о слиянии с Ignition Entertainment. Он сообщил, что слияния не было, однако сотрудники Artificial Studios перешли в новую студию издателя Ignition Entertainment — Ignition Florida. Также Джонсон заявил, что он и исполнительный продюсер Artificial Studios разорвали контакты с Ignition Entertainment из-за расхождения во взглядах касательно направления развития студии.
В сообщении Джонсон заявил, что Artificial Studios больше ни принимает новых сотрудников, и все заявки следует направлять в Ignition Florida. Было сообщено, что старые лицензиаты «Reality Engine» всё ещё могут обращаться в Artificial Studios за поддержкой, однако Epic Games является владельцем движка, поэтому лицензирование и развития движка прекращено. Вместе с тем, Джонсон сообщил, что разработчикам игр серии CellFactor и игры My Horse & Me, которые используют «Reality Engine», не следует больше обращаться за поддержкой в Artificial Studios.

## Внешние ссылки
- artificialstudios.com (англ.) — официальный сайт Artificial Studios